# بيتر هنري
بيتر هنري (بالإنجليزية: Peter Henry)‏ هو منافس ألعاب قوى نيوزيلندي، ولد في 17 يونيو 1962 في برايتون في المملكة المتحدة.

## وصلات خارجية
- بيتر هنري على موقع اللجنة الأولمبية الدولية (الإنجليزية)
- بيتر هنري على موقع أوليمبيديا (الإنجليزية)
- بيتر هنري على موقع اللجنة الأولمبية النيوزيلندية (الإنجليزية)